# Carles Gaig
Carles Gaig (Barcelona, 1948) es un cocinero español.

## Biografía
Se inició como cocinero el 1979. Es el jefe de cocina del establecimiento familiar de Can Gaig, fundado en 1869 en el barrio Horta de Barcelona, establecimiento que lleva funcionado por cuatro generaciones y fue distinguido con una estrella Michelin en 1993. También se convirtió en jefe de cocina del restaurante La Cúpula en Fuerteventura, reconocido con una estrella Michelin, y del restaurante Porta Gaig en la terminal T1 del Aeropuerto de Barcelona El Prat. En 2008 ganó el Premio Nadal de Gastronomía.
Gaig trasladó su restaurante desde el barrio Horta hasta el Ensanche de Barcelona con el nombre de Gaig. El verano de 2012 inauguró un nuevo proyecto que une turismo y gastronomía en la ciudad de Barcelona, el Gourmet Bus, que consiste en visitar la ciudad en un autobús que, además de visitar los enclaves más característicos de la capital catalana, ofrece la posibilidad de degustar un menú elaborado para la ocasión por el propio chef.